# من خیلی مراقبم
من خیلی مراقبم (انگلیسی: I Care a Lot) یک فیلم آمریکایی دلهره‌آور و کمدی سیاه محصول سال ۲۰۲۰ به نویسندگی و کارگردانی جی بلیکسن با بازی رزمند پایک، پیتر دینکلیج، ایزا گونزالس، کریس مسینا و دایان ویست است. داستان این فیلم دربارهٔ زن زیرک کلاهبردار است که به عنوان یک سرپرست قانونی برای مراقبت سالمندان ظاهر می‌شود تا از فروش دارایی‌های آنان سود به‌دست‌آورد اما در پرونده سالمند اخیرش با مشکلاتی مواجه شده چراکه زن سالمند مرتبط با یک مافیا روسی از آب در می‌آید.

## داستان
مارلا گریسون مدیر یک آسایشگاه است که قاضی‌ها و  سیستم قانونی را قانع می‌کند تا حکم حجر و سرپرستی افراد سالمند و مسّن را به موسسه بدهند. سپس آن‌ها را به آسایشگاه می‌برد و با دادن آرام بخش، ارتباطشان را با دنیای بیرون قطع می‌کند. سپس خانه و اموالشان را می‌فروشد و پولش را به جیب می‌زند. 
دکتر کرن آموس آدرس یک پیرزن بازنشسته به نام جنیف مالا او را به آسایشگاه می‌برد و سریع مشغول فروش مبلمان، ماشین و خانه جنیفر می‌شود. در این بین کلید صندوقی را پیدا می‌کند که در آن، ساعت مچی، شمش طلا، اسکناس‌های بانکی و الماس است.
یک روز مردی برای بردن جنیفر به خانه اش می‌آید ولی دوست دختر و شریک کاری مارلا، فرن، می‌گوید جنیفر از آنجا رفته‌است. مرد پیش رئیسش رومن لونیوف برمی گردد که جنایتکار و پسر جنیفر است. وکیل مافیا دین اریکسون ۱۵۰هزار دلار به مارلا پیشنهاد می‌کند تا دست از سر جنیفر بردارد ولی او نمی‌پذیرد. فرن می‌فهمد هویت «جنیفر پیترسون» متعلق به دختری است که در اثر فلج اطفال مرده‌است. رومن سه نفر را برای نجات مادرش می‌فرستد ولی موفق نمی‌شود. پس دکتر آموس را می‌کشد.
رومن لونیوف مارلا را می‌رباید و بیهوش می‌کند و داخل ماشینی در دریاچه برای صحنه‌سازی مرگش رها می‌کند. مارلا نجات پیدا می‌کند و دو راه پیش پای فرن می‌گذارد: یا با الماس‌ها فرار کنند یا انتقام بگیرند.
آن‌ها رومن را می‌دزدند، بیهوشش می‌کنند و عریان در جنگل رهایش می‌کنند. دونده ای پیدایش می‌کند ولی چون هویتش مشخص نیست، قاضی برایش قیم تعیین می‌کند. مارلا به دیدنش می‌رود و می‌گوید در ازای ۱۰ میلیون دلار او و مادرش را رها می‌کند. اما رومن به او پیشنهاد شراکت می‌دهد و مارلا می‌پذیرد، با پول و ارتباطاتش سریع به مدیری قدرتمند و بسیار ثروتمند تبدیل می‌شود. رومن پیش جنیفر برمی گردد.
بعد از یک مصاحبه تلویزیونی، آقای فلدستورم به او شلیک می‌کند و با گریه می‌گوید کسی اجازه ملاقات با مادرش را به او نداد و پیرزن تنها در آسایشگاه مرد. آقای فلدستورم دستگیر می‌شودو مارلا جان می‌دهد.

## بازیگران
- رزمند پایک در نقش مارلا گریسون
- پیتر دینکلیج در نقش رومن لونیوف
- ایزا گونزالس در نقش فرن
- دایان ویست در نقش جنیفر پیترسون
- کریس مسینا در نقش دین اریکسون
- ایسایا ویتلک جونیور در نقش قاضی لومکس
- میکن بلیر در نقش فلدستروم
- آلیشیا ویت در نقش دکتر کارن ایموس
- دامیان یانگ در نقش سام رایس
- نیکلاس لوگان[۴] در نقش الکسی ایگناتیف